# Zu den heiligen Engeln (München)
Koordinaten: 48° 6′ 22,5″ N, 11° 35′ 23,1″ O
Zu den heiligen Engeln ist ein Kirchengebäude der römisch-katholischen Kirche in München. Die der Gesamtheit der Engel geweihte Kirche dient einer ca. 6000 Katholiken zählenden Pfarrgemeinde im Dekanat München-Giesing als Pfarrkirche. Zu den heiligen Engeln ist Sitz des Pfarrverbands „Maria Königin der Engel“ im Erzbistum München und Freising.
Die Kirche ist architektonisch ein frühes Beispiel für den modernen Kirchenbau der Nachkriegszeit. Ihr Architekt Hansjakob Lill setzte hier bereits vor dem Zweiten Vatikanischen Konzil bauliche Reformideen der Liturgischen Bewegung um, indem er z. B. den Altar nicht mehr wie bis dahin üblich an der Rückwand, sondern inmitten der versammelten Gemeinde platzierte. Das Bauwerk ist als Baudenkmal in die Bayerische Denkmalliste eingetragen.

## Lage
Die Kirche liegt an der Ecke Sintpertstraße / Weißenseestraße nahe dem Mittleren Ring im Münchner Stadtbezirk Obergiesing-Fasangarten. Kirche und Pfarrzentrum befinden sich fußläufig zu den Bushaltestellen Pöllatstraße und Traunsteiner Straße bzw. zum U-Bahnhof St.-Quirin-Platz.

## Geschichte
Die stark ansteigenden Einwohnerzahlen führten dazu, dass 1942 in den Räumen einer früheren Zinngießerei an der Simsseestraße eine katholische Notkirche „Zu den heiligen Engeln“ eingerichtet wurde. 1946 weihte Michael Kardinal von Faulhaber eine zweite, größere Notkirche an der Chiemgaustraße und erhob „Zu den heiligen Engeln“ zur Pfarrkuratie. Der heutige Kirchenbau samt angrenzender Marienkapelle und Campanile wurde 1954/55 nach den Plänen des Architekten Hansjakob Lill errichtet und am 23. Oktober 1955 zur Pfarrei erhoben und geweiht. Bis Mitte der 1960er Jahre entstand in mehreren Bauabschnitten das dazugehörige Pfarrzentrum mit Kindergarten, Hort, Büroräumen und Pfarrsaal. 1975 erfolgte der Umbau der Marienkapelle zur Werktags- bzw. Sakramentskapelle.

## Architektur
Die Kirche selbst besteht aus drei weiß getünchten, miteinander verbundenen Baukörpern: dem weithin sichtbaren, 45 m hohen quadratischen Uhr- und Glockenturm mit seinem laternenartigen Glockengeschoss aus Sichtbeton im Norden, aus dem kleinen, niedrigen, längsrechteckigen Trakt der Werktagskapelle als Verbindungsbau, sowie aus dem südlich angrenzenden, 24 × 31 m messenden Hauptsaal der Kirche. Aus dem Flachdach des Hauptsaals wölben sich zwei sich schneidende Dachtonnen nach oben und bilden die Form eines lateinischen Kreuzes. Alle vier Seitenwände sind dort, wo die Tonnen abschließen, von großen, wandhohen Fenstern durchbrochen, die jeweils durch vier vertikale Sichtbetonpfeiler untergliedert sind. Im Westen kragt die Längstonne wie ein Schutzdach über den Haupteingang vor.
Im Inneren bilden die beiden sich kreuzenden Dachtonnen eine Art Vierung, die von vier schlanken Stahlstützen getragen wird. Sie markieren den Altarbereich, der durch vier Stufen leicht erhöht ist und von drei Seiten von Gemeindebänken umgeben wird. Ebenfalls zwei schmale, deckenhohe Rundstützen stabilisieren die im Westen über dem Hauptportal in den Saal ragende Orgelempore.
Südlich an den Hauptsaal angebaut befinden sich die Sakristei sowie weitere um einen Vorhof gruppierte Gebäude des Pfarrzentrums. Die Ostmauer des Vorhofs ist als Gedenkstätte gestaltet: Ein Holzkruzifix und in die Wand eingelassene Tontafeln erinnern an die Kriegsgefallenen Obergiesings sowie an die etwa 1200 Gefangenen, die in der nahen Justizvollzugsanstalt Stadelheim von den Nationalsozialisten hingerichtet wurden.

## Ausstattung

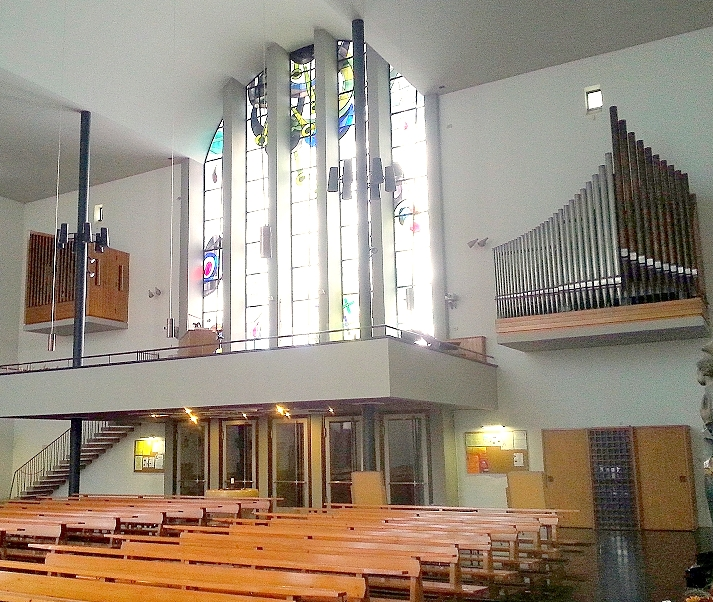
Hauptportal, darüber Orgelempore und das Westfenster von A. Burkart

Augenfälligstes Gestaltungsmittel des Innenraums sind die vier ca. 72 m² großen Glasfenster von Albert Burkart, ausgeführt von der Mayer’schen Hofkunstanstalt. Die vorwiegend in Blau, Rot und Gelb gehaltenen Glasbilder nehmen allesamt Bezug auf das Patrozinium der Kirche: Das Nordfenster zeigt den Kampf des Erzengels Michael gegen das Böse in Schlangengestalt. Auf dem Ostfenster, über dem Altar, ist der Kreuzigungshügel von Golgatha abgebildet und darüber ein Engel, der der Gemeinde einen Kelch entgegenhält. Das zentrale Motiv des Südfensters ist die Verkündigung der Geburt Jesu an Maria durch den Erzengel Gabriel. Das Westfenster über der Empore zeigt aus der Himmelssphäre ragende Posaunen, die zum Jüngsten Gericht rufen.
Die Unterseite des Orgelempore, wo der Taufstein steht, ist mit Reliefs der sieben Sakramente geschmückt. Taufstein und Altartisch gehen beide auf Entwürfe Hansjakob Lills zurück. Weitere Ausstattungsstücke sind ein monumentales hängendes Kreuz mit einer tunika-bekleideten Christusfigur über dem Altar, aus Kupfer gefertigt von Roland Friederichsen. Der Ambo aus Bronze, ein Osterleuchter sowie mehrere Altarleuchter, geschaffen vom Münchner Bildhauer Max Faller, schmücken den Altarbereich. Eine farbig gefasste, thronende Muttergottes mit Jesuskind aus Naturstein von Hubert Elsässer ziert die Nordwand. Der Altarbereich wird rechts von einer lebensgroßen Holzfigur des gegeißelten Heilands (unbekannter Künstler, um 1760) und links von einer Abendmahlgruppe (Ende des 19. Jahrhunderts) flankiert.
Der heute in der Werktagskapelle aufgestellte würfelförmige Tabernakel des Münchner Goldschmieds Johann Michael Wilm stand bis zum Umbau 1975 auf dem Altartisch der Kirche.

## Orgeln

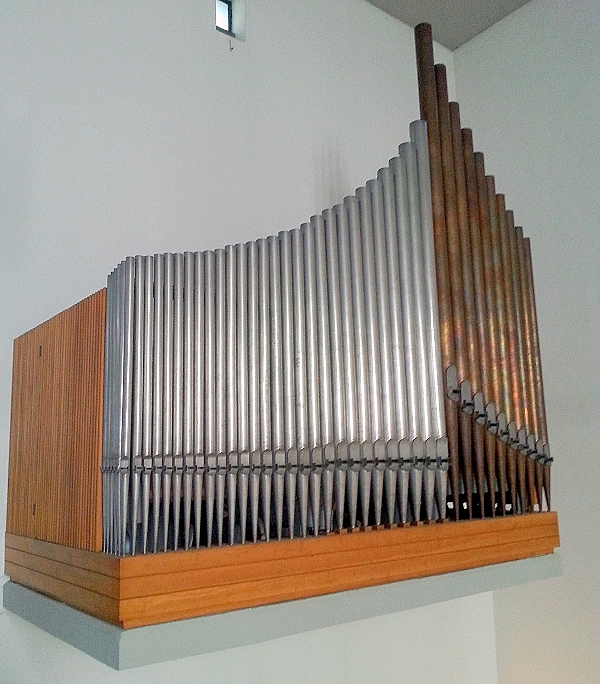
Hauptwerk und Pedal der Orgel

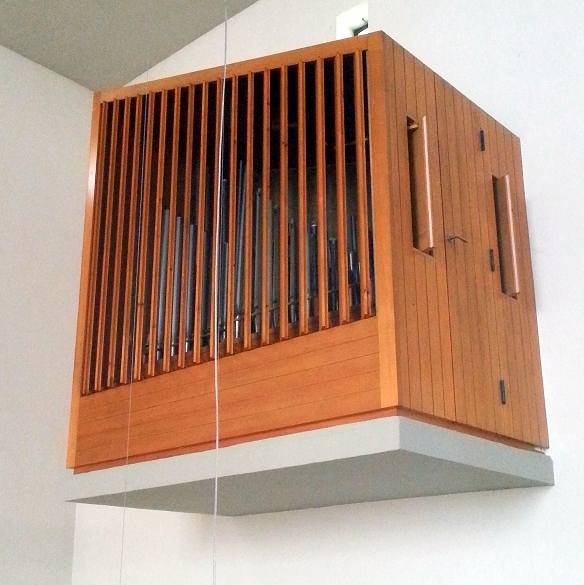
Schwellwerk der Orgel

Die Orgel wurde 1964 von Wilhelm Stöberl erbaut und besitzt 24 (25) Register, aufgeteilt auf zwei Manuale und Pedal, wobei die Werke links und rechts der Empore an der Wand aufgehängt sind. 2005 wurde sie von Dieter Schingnitz generalüberholt. Die Disposition lautet seither:
| I Hauptwerk C-g3 |       |
| Prinzipal        | 8′    |
| Rohrflöte        | 8′    |
| Gemshorn         | 8′    |
| Oktave           | 4′    |
| Querflöte        | 4′    |
| Nasat            | 2 ⁄3′ |
| Oktave           | 2'    |
| Mixtur IV-V      | 2′    |
| Trompete         | 8′    |

| II Schwellwerk C-g3 |       |
| Gedackt             | 8′    |
| Weidenpfeife        | 8′    |
| Schwebung           | 8′    |
| Weitprinzipal       | 4′    |
| Holzflöte           | 4'    |
| Nachthorn           | 2'    |
| Sesquialter II      |       |
| Mixtur III          | 1 ⁄3′ |
| Oboe                | 8′    |

| Pedal C-f1      |       |
| Subbass         | 16′   |
| Oktavbass       | 8′    |
| Pommer          | 8′    |
| Choralflöte     | 4′    |
| Rauschbass IV   | 2 ⁄3′ |
| Fagott          | 16′   |
| Trompete (Tr.I) | 8′    |

- Koppeln: II/I, I/P, II/P,
- Spielhilfen: 1 freie Kombination, 1 freie automatisch umschaltende Pedalkombination, Tutti, Crescendowalze, Zungeneinzelabsteller
- Bemerkungen: Schleiflade, elektrische Spiel- und elektropneumatische Registertraktur

Die Orgel in der Werktagskapelle wurde 1993 von Riegner & Friedrich gebaut und besitzt fünf Register auf einem Manual, das Pedal ist angehängt. Die Disposition lautet:
| Manual C-f3        |     |
| Rohrflöte B/D      | 08′ |
| Gedackt B/D        | 04′ |
| Principal B/D      | 02′ |
| Sesquialter II B/D | 0   |
| Mixtur II-III B/D  |     |

| Pedal C-d1 |
| angehängt  |

- Bemerkungen: Schleiflade, mechanische Spiel- und Registertraktur

## Glocken
Im verglasten Glockengeschoss des Campanile-artigen Turmes hängen vier Stahlglocken, gestimmt nach dem Parzifal- oder Te-Deum-Gloria-Motiv in cis' – e' – fis' – a', gegossen 1955 von der Gießerei Bochumer Verein:
- St.-Michaels-Glocke, Inschrift Quis est ut Deus („Wer ist wie Gott“)
- St.-Gabriels- oder Marienglocke, Inschrift Ave Maria gratia plena („Gegrüßet seist du, Maria, voll der Gnade“)
- St.-Raphaels- oder Schutzengelglocke, Inschrift „O Engel rein, du Schützer mein, du Führer meiner Seele“
- St.-Joachims-Glocke, benannt nach dem Namenspatron des ersten Pfarrseelsorgers Joachim Delagera, Inschrift „O Joachim, Vater der gütigsten Jungfrau, bitte für uns!“

## Pfarrer
- 1942–1955 Joachim Delagera (Vikar, ab 1946 Kurat)
- 1955–1982 Heinrich Hochkirch
- 1982–2000 Josef Schiele
- 2000–2018 Walter Wenninger
- 2018 bis heute Robert Gawdzis

## Einzelbelege
1. ↑  Seelsorgeeinheiten in der Erzdiözese München und Freising nach Planung 2020
2. ↑  Aktennummer D-1-62-000-7930. In: Denkmalatlas. Bayerisches Landesamt für Denkmalpflege, abgerufen am 25. Januar 2021.
3. ↑  muenchen.de: KulturGeschichtsPfad 17 Obergiesing-Fasangarten, S. 52
4. ↑  Julian Raff: Beflügelt. Gläserne Himmelsboten. Kunst und Architektur der Pfarrkirche Zu den Heiligen Engeln. In: Süddeutsche Zeitung. 15. Dezember 2019, abgerufen am 23. Januar 2021.
5. ↑  München/Obergiesing, Zu den Heiligen Engeln – Organ index, die freie Orgeldatenbank. Abgerufen am 31. Juli 2025.
6. ↑  München/Obergiesing, Zu den Hl. Engeln (Werktagskapelle) – Organ index, die freie Orgeldatenbank. Abgerufen am 25. Januar 2021.
7. ↑  Vollgeläut auf youtube.com